# Témétémesso
Témétémesso, également appelé Témétémasso, est une commune rurale située dans le département de Morolaba de la province de Kénédougou dans la région des Hauts-Bassins au Burkina Faso.

## Géographie
Témétémesso est localisée à environ 5 km de la frontière malienne – formée par la rivière Banifing – et située à 16 km au sud-ouest de Niamberla.

## Santé et éducation
Le centre de soins le plus proche de Témétémesso est le centre de santé et de promotion sociale (CSPS) de Niamberla.